# Parque Castelli
El Parque Castelli es un parque de la ciudad de La Plata, provincia de Buenos Aires, Argentina. Está situado en el cruce de las avenidas 25 y 66, siendo rodeado por las calles 24, 26, 65, 67 y diagonal 74.
Su nombre actual fue impuesto en 1901, en homenaje a Juan José Castelli, un político argentino integrante de la Primera Junta de Gobierno. Sin embargo, durante muchos años fue denominado "Plaza del Seminario" por encontrarse el Seminario Mayor San José sobre una de sus calles.
El Seminario Mayor San José comprende toda la manzana delimitada por calles 23, 24, 65 y 66. Fue fundado el 10 de enero de 1922 por monseñor Francisco Alberti. La piedra fundamental se colocó unos meses después, y en 1925 los seminaristas se trasladaron al nuevo edificio, mientras se construía en la esquina de 24 y 66 la iglesia Nuestra Señora de la Piedad, consagrada el 13 de marzo de 1927.
Tuvo sus últimos grandes cambios en la década de 1970: En 1973 se construyeron caminos de ladrillo, en 1975 se instalaron bancos y juegos, y en 1977 dos canchas de fútbol.
En 2004 se inauguró en este parque el "Monumento a los inmigrantes bivongesis" (nativos de Bivongi, Italia), obra del artista Aldo Simonetti. Consta de dos placas de hierro que al unirse forman el mapa de Italia, y está emplazado sobre un piso de baldosas que recrean el trazado urbano de la ciudad de La Plata. En 2012 se colocó en la esquina de 24 y 65 una figura del Sagrado Corazón de Jesús, y en 2013 se construyó el Monumento a las Víctimas de la Inundación, en homenaje a los fallecidos en la inundación del 2 de abril de 2013.

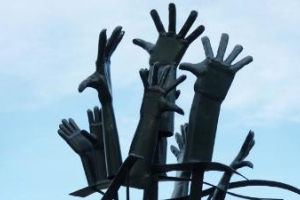
Vista frontal del monumento Las muertes invisibilizadas de hombres, mujeres y niños.